# فریزلند کمپینا
فریزلند کمپینا (انگلیسی: FrieslandCampina) شرکت صنایع غذایی هلندی است، که در سال ۲۰۰۸ تأسیس شد.